# Ust-Urgal
Ust-Urgal (en rus: Усть-Ургал) és un poble del krai de Khabàrovsk, a Rússia, que el 2019 tenia 152 habitants. Pertany al districte rural de Verkhnebureïnski.